# Tombes de Cazarils
Les tombes de Cazarils sont un ensemble de trois tombes datées du Néolithique situées à Viols-le-Fort, dans le département français de l'Hérault.

## Description
Les tombes n°1 et 2 sont distantes d'environ 70 m, la tombe n°3 est située plus à l'est à moins de 200 m. Les tombes sont de forme ovale. Elles sont situées à environ 2 km à l'ouest du village préhistorique de Cambous et ont été rattachées à la Culture de Fontbouisse.

### Tombe n°1
La tombe n°1 a été découverte en 1952 et fouillée par le Centre Archéologique des Chênes Verts. L'espace intérieur est délimité par des orthostates et le contour extérieur par un mur en pierres sèches. Entre les deux, l'espace a été comblé par des blocs rocheux sans ordre. L'un des orthostates est constitué par une petite statue-menhir de forme rectangulaire (0,71 m de hauteur sur 0,33 m de large et 0,15 m d'épaisseur). La stèle a été placée au fond de la chambre, face à l'entrée, probablement pour effrayer d’éventuels profanateurs selon Jean Arnal. L'original est conservé par la Société Archéologique de Montpellier, c'est une copie en ciment qui est visible sur le site. Le visage dit en «tête de chouette» est constitué de traits parallèles gravés. Les yeux sont soulignés par des sortes de tatouages. La statue est ornée d'un collier comportant un motif qui pourrait être une perle.
Le matériel archéologique découvert se compose de tessons de céramique, de quelques éléments de parure et d'ossements humains. Ces artefacts ont été datés de l'Âge du cuivre, de l'Âge du Bronze et du premier Âge du fer.

### Tombe n°2
Elle a été découverte dans les années 1950. De plus grande taille de la tombe n°1, sa construction est aussi légèrement différente : ici, de petits murs en pierres sèches s'intercalent entre les orthostates du pourtour intérieur. Le pourtour extérieur est là-aussi constitué d'un muret en pierres sèches renfermant une blocaille interne. La fouille archéologique réalisée par le Centre Archéologique des Chênes Verts n'a livré que quelques tessons de céramique et des fragments d'ossements humains.

### Tombe n°3

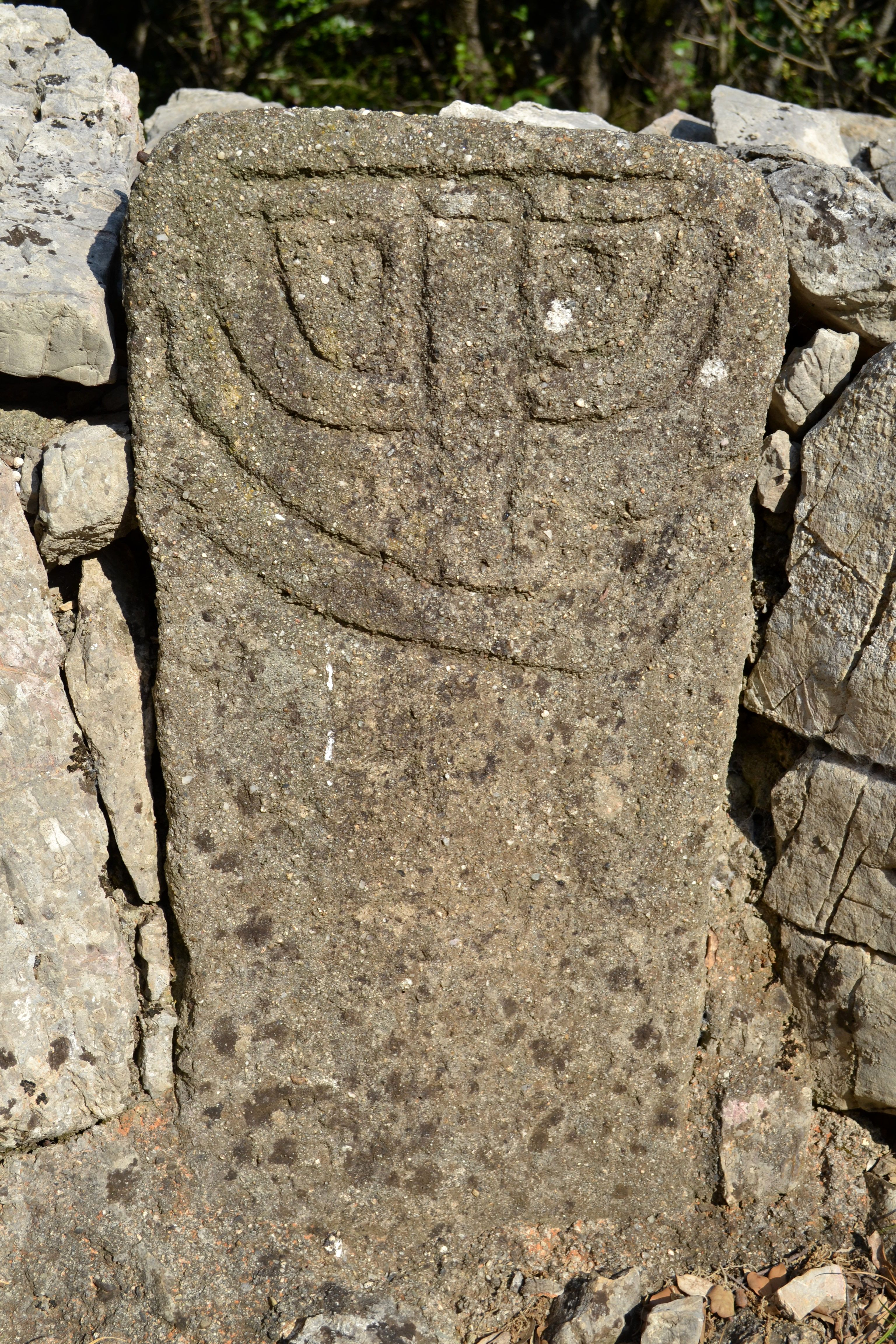
Statue-menhir de la tombe n°1
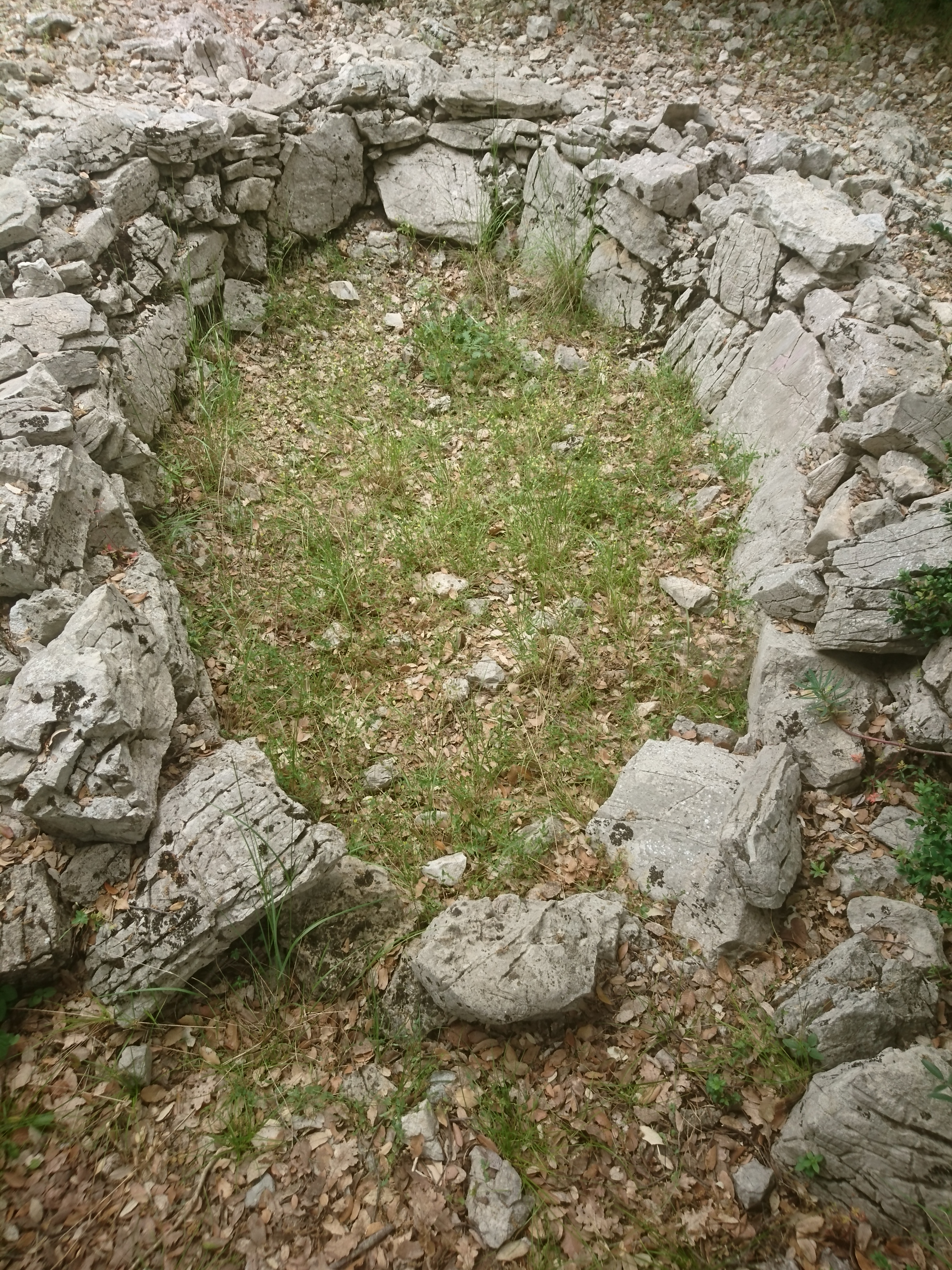
Vue générale de la tombe n°3